# Andrew Foote
Andrew Hull Foote (ur. 12 września 1806, zm. 26 czerwca 1863) – amerykański oficer marynarki wyróżniający się udziałem w wojnie secesyjnej, jak również szeregiem reform, jakich dokonał w US Navy w latach poprzedzających konflikt. Gdy wojna wybuchła został mianowany dowódcą Zachodniej Flotylli Kanonierek (ang. Western Gunboat Flotilla), poprzedniczki eskadry rzecznej Missisipi. Pełniąc tę funkcję, dowodził swymi kanonierkami w bitwie o Fort Henry. Za dokonania w dowodzeniu Zachodnią Flotyllą Foote został, jako jeden z pierwszych oficerów marynarki, awansowany do nowo wówczas utworzonego stopnia kontradmirała.

## Młodość
Foote urodził się w New Haven, jako syn senatora Samuela A. Foota (lub Foote’a) i Eudocji Hull. Nie był − jako dziecko − nadzwyczajnym uczniem, nie wykazywał też żadnych zainteresowań dopóki pewnego dnia nie wypłynął w morze. Ojciec zgodził się i wysłał go do United States Military Academy w West Point, w stanie Nowy Jork. Po sześciu miesiącach, w roku 1822, Foote opuścił West Point w stopniu oficera-kadeta US Navy.

## Antebellum

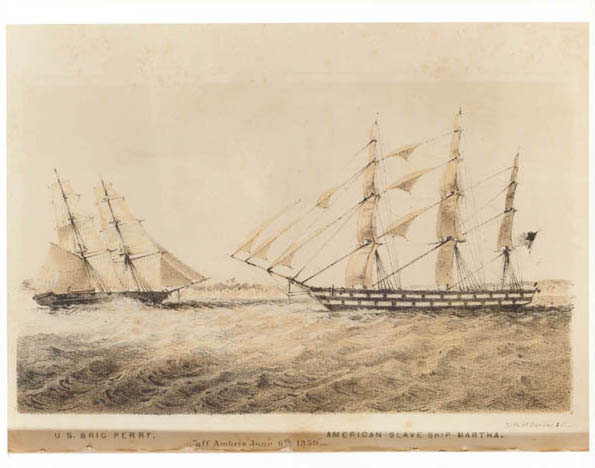
Dowodzony przez Foote’a USS „Perry” w starciu ze statkiem niewolniczym „Marta of Ambriz” 6 czerwca 1850

W latach 1822–1843 Foote służył na Karaibach, Pacyfiku, u zachodnich wybrzeży Afryki i w stoczni marynarki wojennej w Filadelfii. W roku 1830 − w czasie służby na Morzu Śródziemnym − otrzymał awans na porucznika. W 1837 Foote, na pokładzie fregaty USS „John Adams”, brał udział w rejsie naokoło świata. Następnie, po latach służby na morzu, został komendantem domu opieki nad marynarzami, Philadelphia Naval Asylum, ale już wkrótce wrócił na morze, gdzie wsławił się utworzeniem Temperance Society na pokładzie USS „Cumberland”. Ta grupa oficerów przekształciła się wkrótce w ruch antyalkoholowy, przyczyniając się do zaprzestania wydawania grogu marynarzom US Navy.
Od 1849 do 1851 roku Foote dowodził brygiem USS „Perry”, patrolującym wody afrykańskie. Aktywnie zwalczał rozpowszechniony w tym czasie handel czarnymi niewolnikami. To, co zobaczył na pokładach statków przewożących niewolników do Ameryki spowodowało, że stał się gorącym zwolennikiem abolicjonizmu; w roku 1854 opublikował liczącą 390 stron książkę „Africa and the American Flag”. W książce tej Foote opisywał geografię kontynentu afrykańskiego, obyczaje wielu ludów Czarnego Lądu, próby utworzenia amerykańskich kolonii w Afryce, handel niewolnikami i zło zeń płynące, a także własne przemyślenia dotyczące ochrony interesów i obywateli amerykańskich za granicą. Stał się częstym mówcą na spotkaniach w kręgach abolicjonistów.
Foote w roku 1856 został komandorem porucznikiem i dowódcą USS „Portsmouth” wchodzącego w skład eskadry wschodnioindyjskiej. Na Dalekim Wschodzie Foote otrzymał zadanie obserwowania operacji brytyjskich w rejonie Kantonu podczas tzw. II wojny opiumowej. W trakcie tych działań jego okręt został ostrzelany przez chińskie baterie nadbrzeżne. Odpowiadając na niespodziewany atak Foote dokonał desantu i zdobył nieprzyjacielskie umocnienia nad Rzeką Perłową. Skutkiem tej operacji była krótkotrwała okupacja terytoriów chińskich przez US Navy.
Foote powrócił do Stanów Zjednoczonych w roku 1858 i objął kierownictwo stoczni marynarki wojennej na Brooklynie. Na tym stanowisku pozostawał aż do wybuchu wojny secesyjnej.

## Wojna domowa i śmierć
Kiedy rozpoczęła się wojna pomiędzy stanami Foote otrzymał 29 czerwca 1861 roku awans na komandora. W ciągu pierwszych dwóch lat konfliktu Foote dowodził Eskadrą Missisipi, z powodzeniem organizując i prowadząc do boju swą flotyllę w licznych bitwach i potyczkach zachodniego teatru wojny. Jakkolwiek był oficerem US Navy, eskadra rzeczna podlegała dowództwu wojsk lądowych. 13 listopada 1861 roku otrzymał awans na oficera flagowego (odpowiednik dzisiejszego stopnia kontradmirała). Na początku 1862 roku współdziałał z generałem Ulyssesem Grantem w walkach o Fort Henry nad rzeką Tennessee. Mimo ciężkich uszkodzeń, jakich doznała jedna z kanonierek, Foote zdołał szybko opanować fort. Kilka dni później Grant i Foote podjęli działania przeciwko Fortowi Donelson nad rzeką Cumberland. Mając nadzieję na powtórzenie sukcesu odniesionego pod Fortem Henry, generał Grant kazał Foote'owi zaatakować baterie fortu. Jednak działa Fortu Donelson były lepiej rozstawione niż w Forcie Henry. Trzy kanonierki Foote’a odniosły uszkodzenia, w tym flagowa USS „St. Louis”, a on sam odniósł lekką ranę stopy, którą zlekceważył. Za udział w walkach pod fortami Henry i Donelson Foote odebrał list dziękczynny Kongresu. Po zaleczeniu rany Foote dołączył do sił generała Johna Pope’a prowadzącego działania przeciw wyspie nr 10 na rzece Missisipi. W lipcu 1862 roku otrzymał drugie podziękowanie Kongresu, a wkrótce oficjalny awans na stopień kontradmirała.
W roku 1863, gdy był w drodze do objęcia dowództwa nad Eskadrą Wschodniego Atlantyku, zmarł nagle w Nowym Jorku (prawdopodobną przyczyną była niewygojona rana), co w społeczeństwie wywołało spore poruszenie. Został pochowany na cmentarzu Grove Street w New Haven.

## Spuścizna
Na jego cześć trzy okręty US Navy otrzymały nazwę USS „Foote”. Pozostałość po wojnie secesyjnej, Fort Foote nad rzeką Potomak, obecnie Park Narodowy, również nosi jego imię.